# Xã Itasca, Quận Clearwater, Minnesota
Xã Itasca (tiếng Anh: Itasca Township) là một xã thuộc quận Clearwater, tiểu bang Minnesota, Hoa Kỳ. Năm 2010, dân số của xã này là 132 người.